# Coutts
Village of Coutts is een plaats (village) in de Canadese provincie Alberta en telt 306 inwoners (2006).